# Маркон, Андреа
Андреа Маркон (итал. Andrea Marcon; род. 1963, Тревизо) — итальянский клавесинист, органист, дирижёр и музыкальный педагог, известный как исследователь и исполнитель старинной музыки. Победитель исполнительских конкурсов, основатель Венецианского барочного оркестра (1997).

## Биография и творчество
Родился в 1963 году в Тревизо. Обучался игре на органе и клавесине у Ванни Уссарди. С 1983 по 1987 год учился в академии Schola Cantorum Basiliensis со специализацией по старинной музыке, где преподавал игру на органе и клавесине Жан-Клод Зендер. В число учителей Маркона входили также Жорди Саваль (виола да гамба) и Йеспер Кристенсен (клавесин). В первый год учёбы стал основателем ансамбля старинной музыки Sonatori de la Gioiosa Marca (Тревизо), где до 1997 года оставался клавесинистом и органистом. В этот период первенствовал на конкурсе органистов имени Пауля Хофхаймера в Инсбруке (1986) и конкурсе клавесинистов в Болонье (1991).
В 1995 году основал в своём родном городе академию органной музыки Città di Treviso, а в 1997 году — Венецианский барочный оркестр (англ. Venice Baroque Orchestra). В качестве лидера оркестра активно занимался поиском утерянных опер эпохи барокко. Благодаря его деятельности были впервые в новейшее время поставлены оперы «Орион» Франческо Кавалли (1998), «Сирой, царь Персии» Г. Ф. Генделя (2000), «Олимпиада» Доменико Чимарозы (2001) и носящая то же название опера Бальдассаре Галуппи (1906).
Помимо работы с Венецианским барочным оркестном дирижировал многими известными камерными и симфоническими оркестрами, включая оркестр Франкфуртской оперы, Фрайбургский барочный оркестр, Берлинский филармонический оркестр, Датский национальный симфонический оркестр, зальцбургский «Моцартеум» и другие. В 2017—2019 годах работал в московском Большом театре над постановкой оперы «Альцина». В 2009 году занял должность музыкального директора барочного оркестра La Cetra Barockorchester (Базель), а в 2013 году — художественного директора Городского оркестра Гранады.
В общей сложности выпустил свыше 50 музыкальных альбомов, в том числе с лейблами Sony Classical и Deutsche Grammophon. За диск The Heritage of Frescobaldi: Nacchini Organ (на лейбле Divox, 1996) удостоен Международной премии звукозаписи им. Антонио Вивальди и премии Немецкой ассоциации критиков звукозаписи. Последнюю получал и за другие записи, в общей сложности четыре раза. Другие награды Маркона включают премию Diapason d’Or, премию «Шок» от журнала Monde de la Musique (обе — Франция), премию Эдисона (Нидерланды), премию Echo и премию Генделя (обе — Германия). Дважды номинировался на премию «Грэмми».
Проживает в Тревизо и Базеле, преподаёт игру на органе и клавесине и интерпретацию в Schola Cantorum Basiliensis.